# Hemerobius tolimensis
Hemerobius tolimensis är en insektsart som beskrevs av Banks 1910. Hemerobius tolimensis ingår i släktet Hemerobius och familjen florsländor. Inga underarter finns listade i Catalogue of Life.